# Sir Aglovale
Sir Aglovale de Galis nelle leggende arturiane compare come figlio legittimo di re Pellinore e cavaliere della Tavola rotonda, proprio come i fratelli Tor, Lamorak, Dornar e Percival. Sebbene non rivesta un ruolo importante come quello dei fratelli Lamorak e Percival, il suo valore è comunque fuori di dubbio. Nel Ciclo della Vulgata muore accidentalmente per mano di Gawain durante la ricerca del Sacro Graal. Ma nella Morte di Artù di Thomas Malory egli fu tra i cavalieri che tentarono di difendere l'esecuzione di Ginevra, morendo per mano di Lancillotto e dei suoi uomini, venuti a salvare la regina. 
Nel romanzo olandese Morien, Aglovale visita la terra dei Mori, dove incontra una bella principessa cristiana di colore, da cui ebbe un figlio, appunto Morien. Tornato in patria, poté riabbracciare il figlio solo molti anni dopo: Morien affrontò infatti una serie di peripezie per cercare il padre.